# Cejlon na Letnich Igrzyskach Olimpijskich 1948
Cejlon na Letnich Igrzyskach Olimpijskich 1948 reprezentowało siedmiu zawodników.

## Zdobyte medale
| Medal  | Zawodnik     | Dyscyplina    | Konkurencja                         |
| ------ | ------------ | ------------- | ----------------------------------- |
| Srebro | Duncan White | Lekkoatletyka | Bieg na 400 m przez płotki mężczyzn |